# Teresa (Rizal)
Teresa è una municipalità di quarta classe delle Filippine, situata nella Provincia di Rizal, nella regione di Calabarzon.
Teresa è formata da 9 baranggay:
- Bagumbayan
- Calumpang Santo Cristo
- Dalig
- Dulumbayan
- May-Iba
- Poblacion
- Prinza
- San Gabriel
- San Roque